# Foro (fiume)
Il Foro è un fiume abruzzese. Nasce a Pretoro attraverso due rami che poi si andranno a congiungere in un unico ramo nel territorio del comune di Fara Filiorum Petri.

## Descrizione
Il suo bacino idrografico comprende un'area totale di 234,23 km², considerando anche i numerosi affluenti, e bagna 10 comuni tutti in provincia di Chieti.
L'asta principale del fiume, con uno sviluppo di 38 km, drena inizialmente il complesso delle alluvioni terrazzate che funge da raccordo fra la struttura della Maiella e i depositi argillo-marnosi del Calabriano. Nella parte bassa del bacino attraversa invece depositi pleistocenici permeabili.
Dal punto di vista paesaggistico la parte alta del bacino è caratterizzata da versanti ripidi e boscosi tipici della media montagna appenninica, ai quali si succedono le zone collinari digradanti verso il mare. La parte bassa del bacino si trova una pianura alluvionale caratterizzata da un'intensa attività agricola. Ha ridotto nell'ultimo secolo drasticamente la sua portata, causando, sul suo corso, la chiusura di impianti di ditte produttrici di energia idroelettrica, nonché di antichi mulini ad acqua, di cui oggi rimangono solo i resti. Lungo le sue sponde si trovano piccolissimi insetti chiamati plecotteri, la cui presenza è indice di acqua pulita.
Il fiume, costeggiato dalla strada statale 263, ha dato il nome alla Val di Foro, sfocia nel territorio di Ortona nell'omonima frazione.

## Comuni attraversati
Il fiume Foro attraversa i seguenti comuni:
- Pretoro
- Fara Filiorum Petri
- Casacanditella
- Vacri
- Bucchianico
- Villamagna
- Ripa Teatina
- Ari
- Miglianico
- Francavilla al Mare
- Ortona

## Affluenti
Il fiume Foro riceve lungo il suo percorso i contributi di diversi affluenti:
- il Vesola Sant'Angelo;
- il Vesola San Martino;
- il Dendalo;
- il Venna;
- il Serrepenne.